# Vidin
Vidin (bolgárul: Видин, magyarul: Bodony) város Bulgária északnyugati részén, Vidin megyében, a Duna jobb partján. 2013 óta a Vidin–Calafat híd köti össze a folyó másik partján levő romániai várossal, Calafattal. Területe 63,218 km2 , népessége 48 071 fő volt 2011-ben.

## Története
A város helyén a Kr. e. 3. században Dunonia kelta település állt. Az 1. században, a római hódítás után a Bononia nevet kapta. A rómaiak határerődöt építettek itt a túlparti barbár betörések ellen. Az erődítményt 444-ben Attila hadai lerombolták, majd a 6. században I. Iusztinianosz bizánci császár újjáépíttette. 626-ban az avarok foglalták el, majd szlávok telepedtek le. A szlávok a Badin, illetve Bdin nevet adták a településnek, innen származik a mai név. A 7. században a szlávokat a bolgár-törökök váltották fel.
Vidin a 10–14. században kiemelt szerepet játszott a régió belső viszályaiban. 1186-ban I. Iván Aszen elvette a bizánciaktól, 1260–1264 között IV. Béla uralta. 1367-ben rövid ideig Nagy Lajos uralma alatt állt. 1388-ban Iván Szracimir cár behódolt a törököknek. Ettől kezdve a vidini vár a törökök északra tartó hadjáratainak fontos bázisa lett.
A 18. században a város osztrák kézre került, ekkor korszerűsítették a védelmi rendszert.
1792–1807 között a III. Szelim szultánnal szembeszegülő Pazvantoglu janicsár pasa uralkodott a városban.
1849 szeptemberében, a magyar szabadságharc leverése után Törökországba menekült Kossuth Lajos ebben a városban írta és bocsátotta ki híressé vált „vidini levelét”, melyben a vereség okát az „árulónak” bélyegzett Görgei Artúr személyében jelölte meg.
1850-ben a város fellázadt a török uralom ellen, de a lázadást leverték. A város (és Bulgária) felszabadulását az 1877–78-as orosz–török háború hozta meg.

## Látnivalók
- Baba Vida (magyarul Vida anyó), a középkori vár, amely magában foglalja az ókori Bononia falait is
- Duna parti parkosított sétány
- Szent Petka-templom, 17. századi freskókkal
- 17. századi Szent Pantaleimon-templom
- Pazvantoglu pasa dzsámi
- Musztafa pasa dzsámi
- Szalahaddin Baba türbéje

## Külső hivatkozások
- Képek